# Andrea Provana (sous-marin, 1918)
Pour les articles homonymes, voir Andrea Provana (sous-marin).
Le Andrea Provana est un sous-marin italien, de la classe Barbarigo, construit à la fin de la Première Guerre mondiale pour la Marine royale italienne.
Le nom du sous-marin est un hommage à Andrea Provana di Leinì (1511-1592), un homme d'État italien et chef militaire des États de Savoie. Il a été capitaine de la flotte de la Savoie à la bataille de Lépante.

## Caractéristiques
La classe Barbarigo déplaçaient 796,6 tonnes en surface et 926,5 tonnes en immersion. Les sous-marins mesuraient 67 mètres, avaient une largeur de 5,9 mètres et un tirant d'eau de 3,81 mètres. Ils avaient une profondeur de plongée de 50 mètres. Leur équipage comptait 40 officiers et soldats.
Pour la navigation de surface, les sous-marins étaient propulsés par deux moteurs diesel FIAT de 2 600 chevaux-vapeur (cv) (1 910 kW), chacun entraînant un arbre d'hélice. En immersion, chaque hélice était entraînée par un moteur électrique de 650 chevaux-vapeur (478 kW). Ils pouvaient atteindre 16,8 nœuds (31,1 km/h) en surface et 9,3 nœuds (17,2 km/h) sous l'eau. En surface, la classe Barbarigo avait une autonomie de 1 850 milles nautiques (3 426 km) à 9,3 noeuds (17,2 km/h); en immersion, elle avait une autonomie de 160 milles nautiques (296 km) à 1,6 noeuds (2,9 km/h).
Les sous-marins étaient armés de six tubes lance-torpilles de 45 centimètres, quatre à l'avant et deux à l'arrière, pour lesquels ils transportaient un total de 10 torpilles. Ils étaient également armés d'un canon de pont de 76/40 Model 1916 à l'avant de la tour de contrôle (kiosque) et un canon de pont 76/30 Model 1914 à l'arrière de la tour de contrôle pour le combat en surface.

## Construction et mise en service
Le Andrea Provana est construit par le chantier naval Cantiere navale del Muggiano de La Spezia en Italie, et mis sur cale le 16 octobre 1915. Il est lancé le 27 janvier 1918 et est achevé et mis en service le 10 septembre 1918. Il est commissionné le même jour dans la Regia Marina.

## Histoire du service
Le Andrea Provana est entré en service en septembre 1918, alors que la Première Guerre mondiale touchait à sa fin, et affecté - sous le commandement du capitaine de corvette Ubaldo degli Uberti - à la Ire flottille de sous-marins de La Spezia. Il ne prend part à aucune action de guerre.
En octobre 1920, il est affecté à l'Académie navale de Livourne et employé à la formation des cadets.
En 1923, pendant la crise de Corfou, lorsque la flotte italienne occupe cette île avec un débarquement, le Provana - avec son navire-jumeau (sister ship) Barbarigo -, sous le commandement du capitaine de frégate Achille Gaspari Chinaglia, est maintenu en surface dans l'arrière-garde pendant le débarquement, étant ensuite déployé en embuscade sur l'une des deux routes menant à Corfou (le Barbarigo est affecté à l'autre). Les deux sous-marins servirent à protéger l'escadron naval italien d'une éventuelle contre-attaque des navires grecs,,.
Il participe aux exercices de 1926 et 1927.
Le 30 mars 1927, alors que le sous-marin se trouve à Portoferraio, il y a une explosion causée par le moteur diesel tribord: 6 hommes sont blessés,. Remorqué à La Spezia, le sous-marin, alors obsolète, n'a même pas été réparé: il est désarmé puis radié le 21 janvier de l'année suivante,. Il est ensuite mis au rebut.
Lors de l'exposition universelle de 1928, la partie centrale du sous-marin, y compris la tourelle, est placée à Turin, devant le pavillon de la Regia Marina,.
A la fin de l'exposition, cette partie du Provana est achetée par l'Association nationale des marins italiens (Associazione nazionale marinai d'Italia ou ANMI) de Turin, qui le place en 1933 dans le parc du Valentino, près de son siège (viale Marinai d'Italia 1), où il se trouve toujours,.
En 2015, lors le centenaire de la mise en service du sous-marin, a eu lieu le dimanche 12 avril lors des célébrations, une station radio a été réactivée à bord du sous-marin, ramenant les signaux radiotélégraphiques et radio du sous-marin Provana dans les airs, donnant une nouvelle voix à l'unité qui avait été silencieuse pendant 88 ans.